# Теракт в Оме
Террористический акт в Оме (англ. Omagh bombing, ирл. Buamáil na hÓmaí) произошёл 15 августа 1998 года, целью атаки стали мирные граждане. Этот теракт стал самым кровавым за время конфликта в Северной Ирландии.
Около трёх часов дня в городе должно было стартовать карнавальное шествие по случаю церковного праздника. В 14:35 в полицию города поступает от неизвестного сообщение о заложенной бомбе и месте подрыва. Спустя полчаса взрыв раздался там, куда срочно эвакуировали людей.
Погибло 29 человек, свыше 220 получили ранения. Ответственность за теракт взяла на себя террористическая группировка Подлинная Ирландская республиканская армия, именно они заминировали автомобиль Vauxhall Cavalier.

## Погибшие
| Имя                     | Возраст    |
| ----------------------- | ---------- |
| Rocío Abad Ramos        | 23 года    |
| James Barker            | 12 лет     |
| Fernando Blasco Baselga | 12 лет     |
| Geraldine Breslin       | 43 года    |
| Deborah-Anne Cartwright | 20 лет     |
| Gareth Conway           | 18 лет     |
| Breda Devine            | 20 лет     |
| Oran Doherty            | 8 лет      |
| Aidan Gallagher         | 21 год     |
| Esther Gibson           | 36 лет     |
| Mary Grimes             | 66 лет     |
| Olive Hawkes            | 60 лет     |
| Julia Hughes            | 21 год     |
| Brenda Logue            | 17 лет     |
| Jolene Marlow           | 17 лет     |
| Ann McCombe             | 48 лет     |
| Brian McCrory           | 54 года    |
| Samantha McFarland      | 17 лет     |
| Sean McGrath            | 61 год     |
| Sean McLaughlin         | 12 лет     |
| Avril Monaghan          | 30 лет     |
| Maura Monaghan          | 18 месяцев |
| Alan Radford            | 16 лет     |
| Elizabeth Rush          | 57 лет     |
| Veda Short              | 56 лет     |
| Philomena Skelton       | 39 лет     |
| Bryan White             | 27 лет     |
| Frederick White         | 60 лет     |
| Lorraine Wilson         | 15 лет     |